# Adam Ondra
Adam Ondra (* 5. Februar 1993 in Brünn) ist ein tschechischer Sportkletterer. Er zählte bereits im Alter von 13 Jahren zur Weltspitze. Ondra ist vor allem durch seine Leistungen im Felsklettern bekannt geworden. Unter anderem kletterte er als Erster eine Route mit dem Schwierigkeitsgrad 9c (5.15d), Silence. Er ist zudem im Wettkampfklettern äußerst erfolgreich. Er ist mehrfacher Weltmeister sowie Gesamtweltcupsieger im Bouldern und Leadklettern.

## Karriere

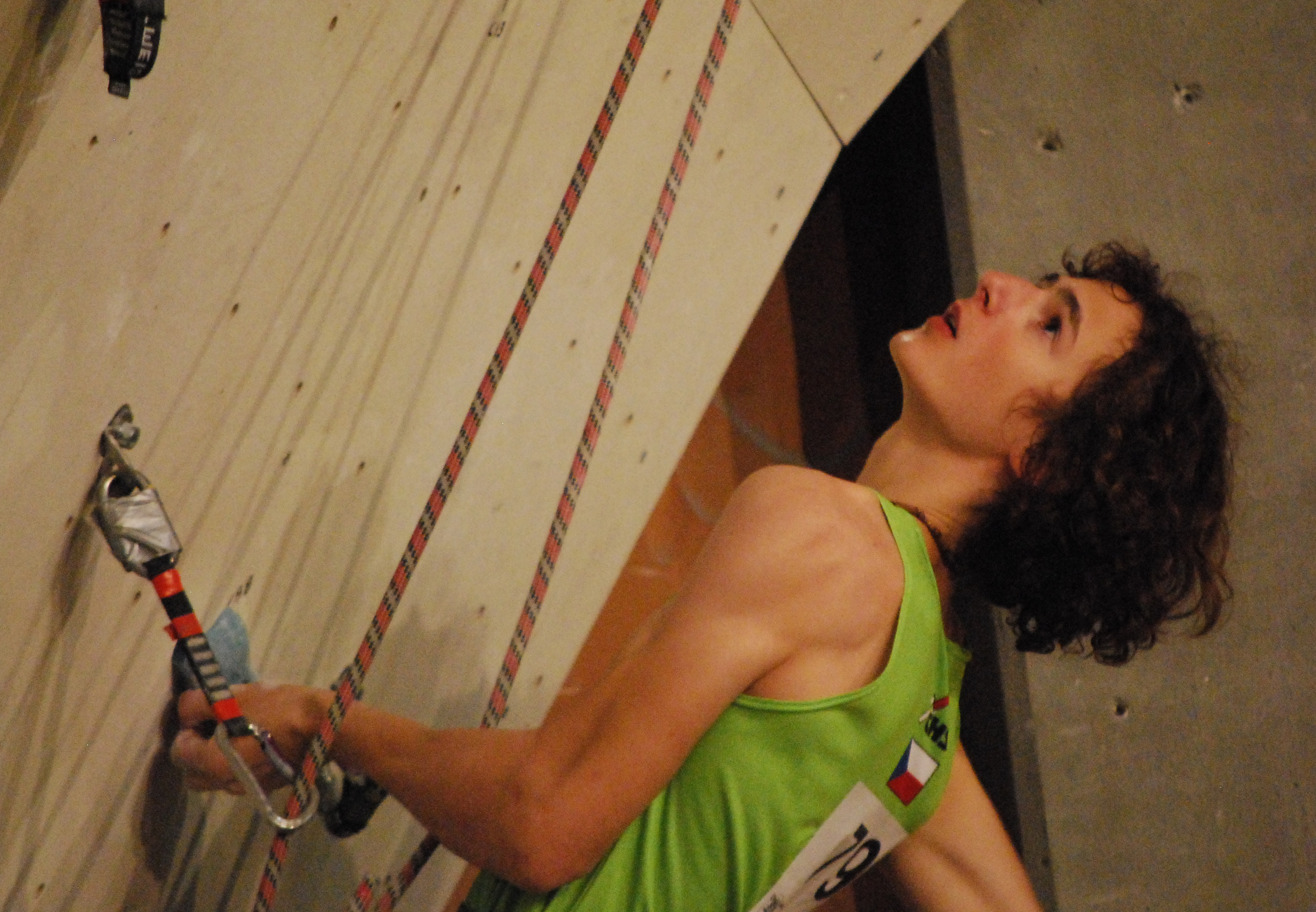
Adam Ondra bei seinem Sieg im Vorstiegsweltcup in Imst, 2009

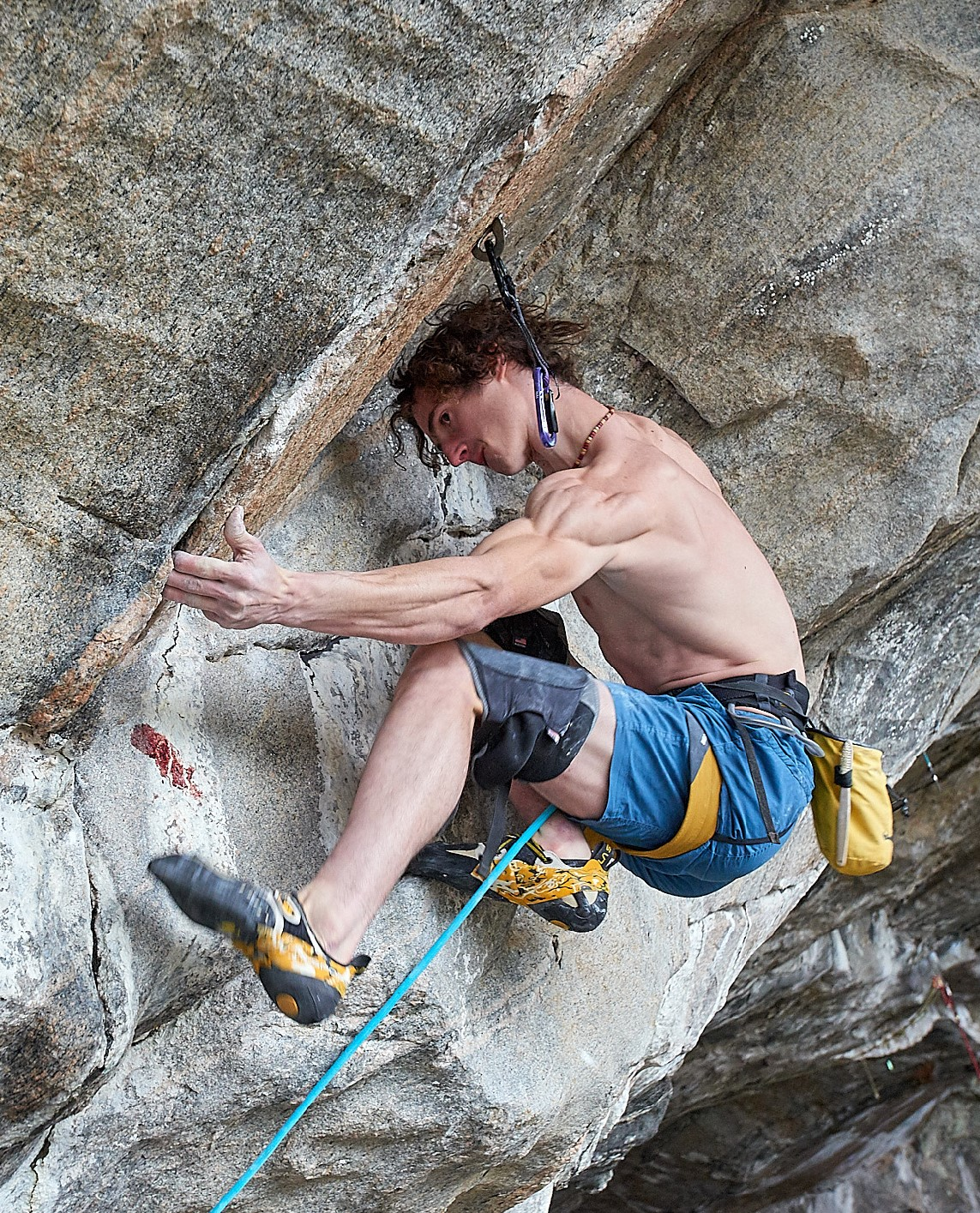
Ondra in der Route Silence, 2017

Von seinen ebenfalls kletternden Eltern gefördert, begann Adam Ondra im Alter von sechs Jahren mit dem Klettersport. Im Jahr 2006 bewältigte er als 13-Jähriger eine Route im elften Schwierigkeitsgrad (9a auf der französischen Schwierigkeitsskala). Später folgten weitere Erfolge an einigen der schwersten Routen der Welt wie La Rambla und Action Directe sowie schwierige Erstbegehungen. Seit der ersten Rotpunktbegehung der Route WoGü (8c, 7SL), die neben Bellavista zu den derzeit schwierigsten alpinen Routen der Alpen gehört, muss Adam Ondra auch im alpinen Klettern zur Weltspitze gezählt werden. Am 20. Oktober 2009 gelang ihm im italienischen Gebiet Domusnovas bei Cagliari auf Sardinien die Erstbegehung der Route „Marina Superstar“ (9a+/9b). Wenn sich die Schwierigkeit bestätigt, gehörte sie zu den damals fünf schwersten Routen der Welt. Am 13. März 2010 wiederholte er als Erster nach Chris Sharma die Route Golpe de Estado im spanischen Siurana, im damals höchsten Schwierigkeitsgrad 9b.
Im Februar 2011 gelang ihm mit der La Capella in Siurana, eine Route im Grad „9b“ erstzubegehen. Wenig später kletterte er im März 2011 innerhalb von zwei Tagen in Etxauri (Spanien) zwei „8c+“ on sight, daneben auch noch eine „8c“ und eine „8b+“ im gleichen Stil. Er ist damit nach Patxi Usobiaga Lakunza der zweite Kletterer, dem eine „8c+“ on sight gelang. Im Juli 2013 gelang ihm mit „La cabane au Canada“ in Rawyl in der Schweiz als zweitem Kletterer der Welt nach Alexander Megos eine „9a“ on sight.
Am 4. Oktober 2012 gelang ihm die damals vielleicht schwerste Route der Welt. Er nannte sie The Change und bewertete sie mit „9b+“. Die Route befindet sich in der Höhle „Hanshelleren“ bei Flatanger (Norwegen). Am 7. Februar 2013 gelang ihm mit „La Dura Dura“ in Oliana (Spanien) eine weitere Route, für die er den Grad 9b+ vorschlug. Am 23. März 2013 gelang Chris Sharma, der den Schwierigkeitsgrad bestätigte, die erste Wiederholung der Route.
Vom 14. bis 21. November 2016 gelang ihm die erste Wiederholung der Dawn wall (9a) am El Capitan im Yosemite Valley Kalifornien (USA). Die Route gehört zu den schwersten Mehrseillängentouren der Welt. Die Erstbegeher hatten dafür viele Versuche, verteilt über mehrere Jahre, benötigt.
Am 3. September 2017 gelang Adam Ondra die Erstbegehung der Route Silence in der „Hanshelleren“-Höhle in Norwegen. Die extrem überhängende und 45 Meter lange Route ist nach seiner Einschätzung die schwerste jemals gekletterte Route. Er stufte sie als 5.15d bzw. 9c ein. An diesem Projekt arbeitete Ondra den ganzen Sommer 2017 und nahm deshalb an keinen Wettbewerben der Saison teil.
Am 10. Februar 2018 gelang ihm der erste Flash einer Route im Grad 9a+ mit Super Crackinette in Saint-Léger in Frankreich.
Am 20. November 2022 eröffnete er die Route Zvĕřinec (Menagerie) (9b+) und bezeichnete sie als die zweitschwierigste Route seines Lebens.
Ondra gehört dem Český horolezecký svaz (ČHS) an.

### Wettkampfklettern

#### Weltmeisterschaften

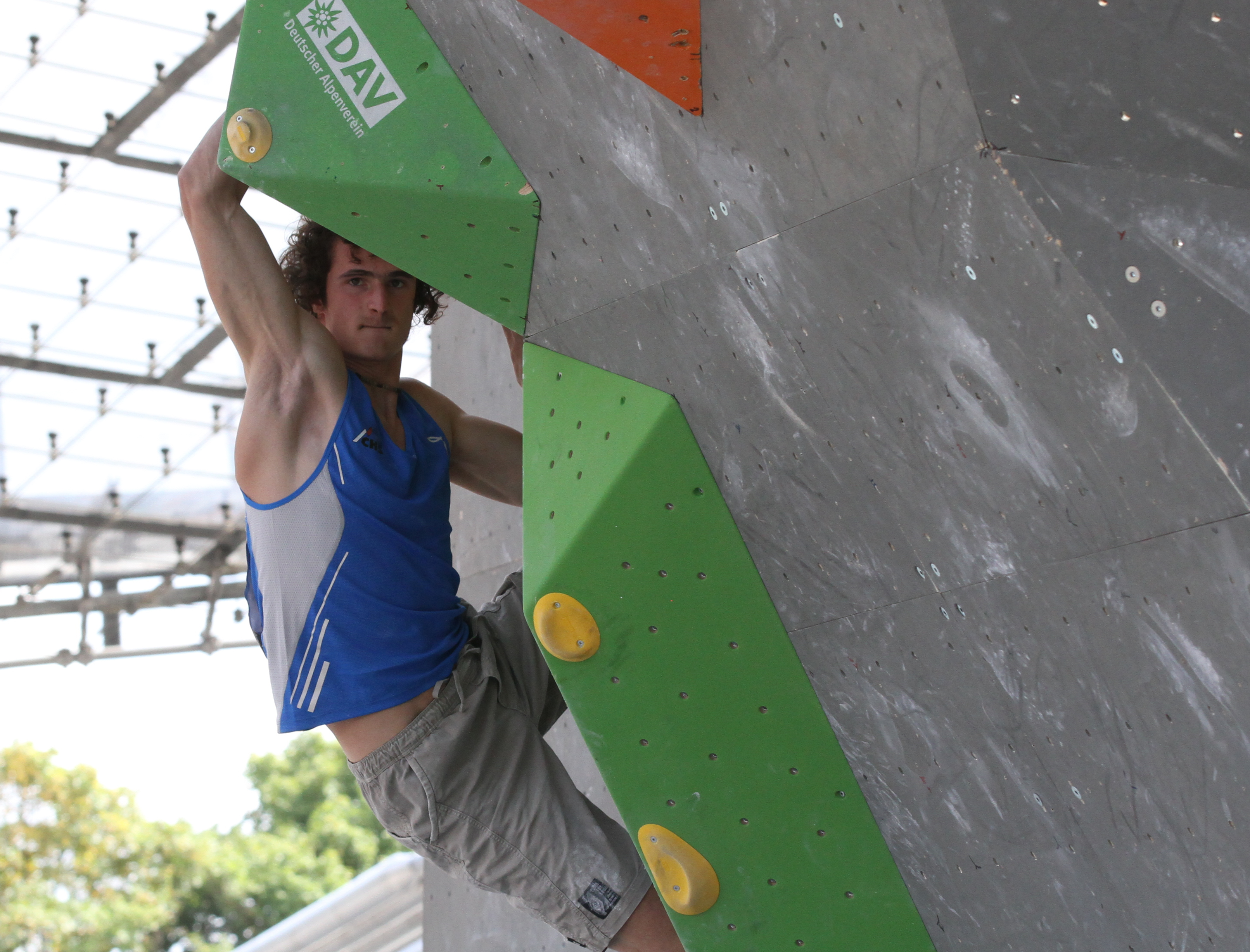
Beim Boulder World Cup in München, 2015

Im Jahr 2007 gewann er die European Youth Series und wurde Weltmeister der Jugend B. Seit 2009 kann er im Weltcup und bei Titelkämpfen in der Erwachsenenklasse starten. Bei der Weltmeisterschaft 2009 in China erreichte er den zweiten Platz. Hier gewann er im August 2009 seinen ersten Weltcup. Am Ende des Jahres stand er mit vier Weltcupsiegen als Gewinner des Gesamtweltcups 2009 fest. 2010 gewann er mit drei Tagessiegen auch die Gesamtwertung im Bouldern; er ist damit bisher der einzige Kletterer, dem es gelang, hintereinander sowohl im Schwierigkeitsklettern als auch im Bouldern den Gesamtweltcup für sich zu entscheiden. Nach zweijähriger Wettkampfpause konnte er im Oktober 2013 im französischen Valence einen Weltcup für sich entscheiden. 2014 schrieb Adam Ondra erneut Klettergeschichte. Er konnte als erster Kletterer in der Geschichte sowohl die Boulder-Weltmeisterschaft als auch die Lead-Weltmeisterschaft im selben Jahr für sich entscheiden. 2015 wurde er Dritter im Gesamtweltcup im Bouldern. Im gleichen Jahr konnte er den Gesamtworldcup im Lead im finalen Event in Kranj für sich entscheiden. Er hat den 2. Platz in der Gesamtwertung bei der Kletter-WM 2018 in Innsbruck erzielt.
Bei der Kletter-WM 2019 gewann er Gold im Lead, nachdem er wenige Tage zuvor im Bouldern zwar das Finale erreichte, dort jedoch nur den 6. Platz erreichte.

#### Olympische Spiele
Ondra sicherte sich 2019 in Toulouse die Teilnahme an den Olympischen Sommerspielen 2020 in Tokio, bei denen Sportklettern als Olympic combined erstmals auf dem Programm stand. Aufgrund der COVID-19-Pandemie wurden diese olympischen Spiele erst 2021 ausgetragen. Dort konnte er sich als Fünfter der Qualifikation für das Finale qualifizieren und belegte dort den sechsten Platz.
Für die Olympischen Sommerspiele 2024 in Paris konnte sich Ondra über die Olympic Qualifier Series (16.–19. Mai in Shanghai und 20.–23. Juni in Budapest) einen der Startplätze für den kombinierten Wettbewerb Bouldern und Lead sichern. Dort gelang ihm als Dritter im Vorkampf die Qualifikation für den Finalwettbewerb. Im Boulder-Finale gelang es Ondra auf keiner der vier Routen ein Top zu erreichen, sodass auch seine sehr gute Wertung im Lead-Wettbewerb (dort geteilter erster Platz) in der Gesamtwertung nur für Platz 6 reichte.

## Privatleben
Im Herbst 2021 heiratete Ondra seine langjährige Freundin, Iva Vejmolova. Am 2. Mai 2022 wurden die beiden Eltern eines Sohnes namens Hugo.

## Erfolge am Fels (Auswahl)

### Schwierigkeitsklettern

#### 9c (5.15d)
- Silence – Hanshelleren bei Flatanger, Norwegen – 3. September 2017 – Erstbegehung der Route, erste dieses Grades; noch unbestätigt[1]

#### 9b+ (5.15c)
- Zvĕřinec (Menagerie) – Moravský kras, Tschechische Republik – 20. November 2022 – von Adam Ondra als seine zweitschwierigste Route bezeichnet; Erstbegehung[32]
- Vasil Vasil – Sloup Moravský kras, Tschechische Republik – 4. Dezember 2013 – Erstbegehung[33]
- La Dura Dura – Oliana, Spanien – 7. Februar 2013 – Erstbegehung, erste 9b+-Route, deren Grad bestätigt wurde (von Chris Sharma)
- The Change – Flatanger, Norwegen – 4. Oktober 2012 – Erstbegehung, erste Route dieses Grades (von Stefano Ghisolfi 2020 bestätigt)

#### 9b/+ (5.15b/5.15c)
- Move – in Hanshelleren bei Flatanger, Norwegen – 3. August 2013 – Erstbegehung[34]

#### 9b (5.15b)
- Neanderthal – Santa Linya, Spanien – 12. Februar 2019[34]
- Disbelief – Calgary, Acephale – 20. Juli 2018 – Erstbegehung[34]
- Eagle-4 – Avignon, St. Léger – 13. Februar 2018 – Erstbegehung[34]
- One Slap – Arco, Italien – 13. November 2017 – Erstbegehung[34]
- Move Hard – Hanshelleren bei Flatanger, Norwegen – 10. Juli 2017 – Erstbegehung[34]
- Lapsus – Andonno, Italien – 20. April 2017[34]
- Queen Line – Arco, Italien – 18. April 2017 – Erstbegehung[35]
- Mamichula – Oliana, Spanien – 8. Februar 2017 – Erstbegehung[34]
- Robin Úd – Alternative Stena, Slowakei – 5. Oktober 2016 – Erstbegehung[36]
- Stoking the Fire – Santa Linya, Spanien – 19. Februar 2016 – Erste Wiederholung
- C.R.S. – Mollans, Frankreich – 2. November 2015 – Erstbegehung

- First round first minute – Margalef, Spanien – 3. Februar 2014 – Erste Wiederholung[37]
- Torture Physique Integrale – Gastlosen, Schweiz – Juli 2013 – Erstbegehung
- Fight or Flight – 9. Februar 2013 – Zweite Wiederholung einer Route in diesem Schwierigkeitsgrad
- La planta de shiva – Villanueva del Rosario, Spanien – 22. April 2011 – Erstbegehung in Villanueva del Rosario in Málaga (Spanien)[38]
- Chilam Balam – Villanueva del Rosario, Spanien – 13. April 2011 – Erste Wiederholung, wobei die erste Begehung der Route durch Bernabé Fernández im Jahr 2003 angezweifelt wird[39][40]
- Chaxiraxi – Oliana, Spanien – 27. März 2011 – Erstbegehung[41]
- La Capella – Siruana, Spanien – 16. Februar 2011 – Erstbegehung[42]
- Golpe de Estado – Siurana, Spanien – 13. März 2010 – Erste Wiederholung einer Route in diesem Schwierigkeitsgrad[43]

#### 9a+/9b (5.15a/5.15b)
- Marina Superstar – 20. Oktober 2009 – Erstbegehung

#### 9a+ (5.15a)
- Bohemian Rhapsody – Roviste – 29. April 2020 – Erstbegehung[34]
- Qui – Innsbruck, Österreich – 19. September 2019 – Zweitbegehung nach Stefan Furst (1996)[34]
- Catxasa – Santa Linya, Spanien – 8. Februar 2019[34]
- Czech Trip – Mavrovo, Tschechische Republik – 19. Oktober 2018 – Erstbegehung[34]
- High Line – Kanton Tijesno, Tschechische Republik – 25. September 2018 – Erstbegehung[34]
- Sacrifice – Echo Canyon – 23. Juli 2018 – Erstbegehung[34]
- Stone Butterfly – Herculaneum – 15. Mai 2018 – Erstbegehung[34]
- Underground Dreaming – Arco, Italien – 24. Februar 2018 – Erstbegehung[34]
- Super Crackinette – Avignon, St. Leger, Frankreich – 10. Februar 2018 – Erste Flash-Begehung einer 9a+-Route[44]
- La Castagne – Avignon, St. Leger, Frankreich – 2. Februar 2018[34]
- Thor's Hammer – bei Flatanger in Norwegen – Juli 2012 – Erstbegehung[45]
- Perlorodka – September 2011 – Erstbegehung der Route am Holštejn im Moravský kras[46]
- Overshadow – Malham, England – Mai 2011 – Wiederholung der Route von Steve McClure[47]
- Corona – Frankenjura – 6. Juni 2009 – Erste Wiederholung
- Open Air – Schleierwasserfall – 17. November 2008 – Zweitbegehung nach Alexander Huber (1996). Die Route wurde von diesem ursprünglich  mit 9a bewertet
- La Rambla – Siruana, Spanien – 10. Februar 2008 – Begehung im fünften Versuch[34]

#### 9a/+ (5.14d/5.15a)
- A present for the future – 2. Januar 2010 – Erstbegehung

#### 9a (5.14d)
- Water World – Osp, Slowenien – November 2022 – Onsight[44]
- TCT – Gravere, Italien – 2014 – Onsight[44]
- Il domani – Baltzola, Spanien – 2014 – Onsight[44]
- Gancho Perfecto – Marrgalef, Spanien – Juli 2011 – Durchstieg im dritten Versuch[48]
- Era Bella – Margalef, Spanien – Juli 2011 – Begehung im zweiten Versuch[49]
- Tanec kuřátek – in Jáchymka, Moravský kras – 30. März 2010 – Erstbegehung
- Fugu – Schleierwasserfall – 20. September 2009 – Erstbegehung[50]
- Om – 20. Juni 2009 – Zweitbegehung nach Alexander Huber (1992)[51]
- Halupca 1978 – Osp, Slowenien – 25. November 2008 – Rotpunktbegehung im zweiten Versuch
- Campo Con Corvi – 20. Oktober 2008 – Erstbegehung
- Weiße Rose – Schleierwasserfall – 13. September 2008 – Zweitbegehung nach Alexander Huber
- Action Directe – Frankenjura – 19. Mai 2008

#### 8c (5.14b)
- Tough enough (400 m) – Ende September 2010 – Erste durchgehende freie Begehung an einem Tag[52]
- Rollito Sharma Extension – Februar 2008 – Onsight-Begehung
- Digital System – Februar 2008 – Onsight-Begehung

#### 8b (5.13d)
- Hotel Supramonte (10 Seillängen) – 18. Oktober 2008 – Erste Onsight-Begehung dieser Route

### Boulder

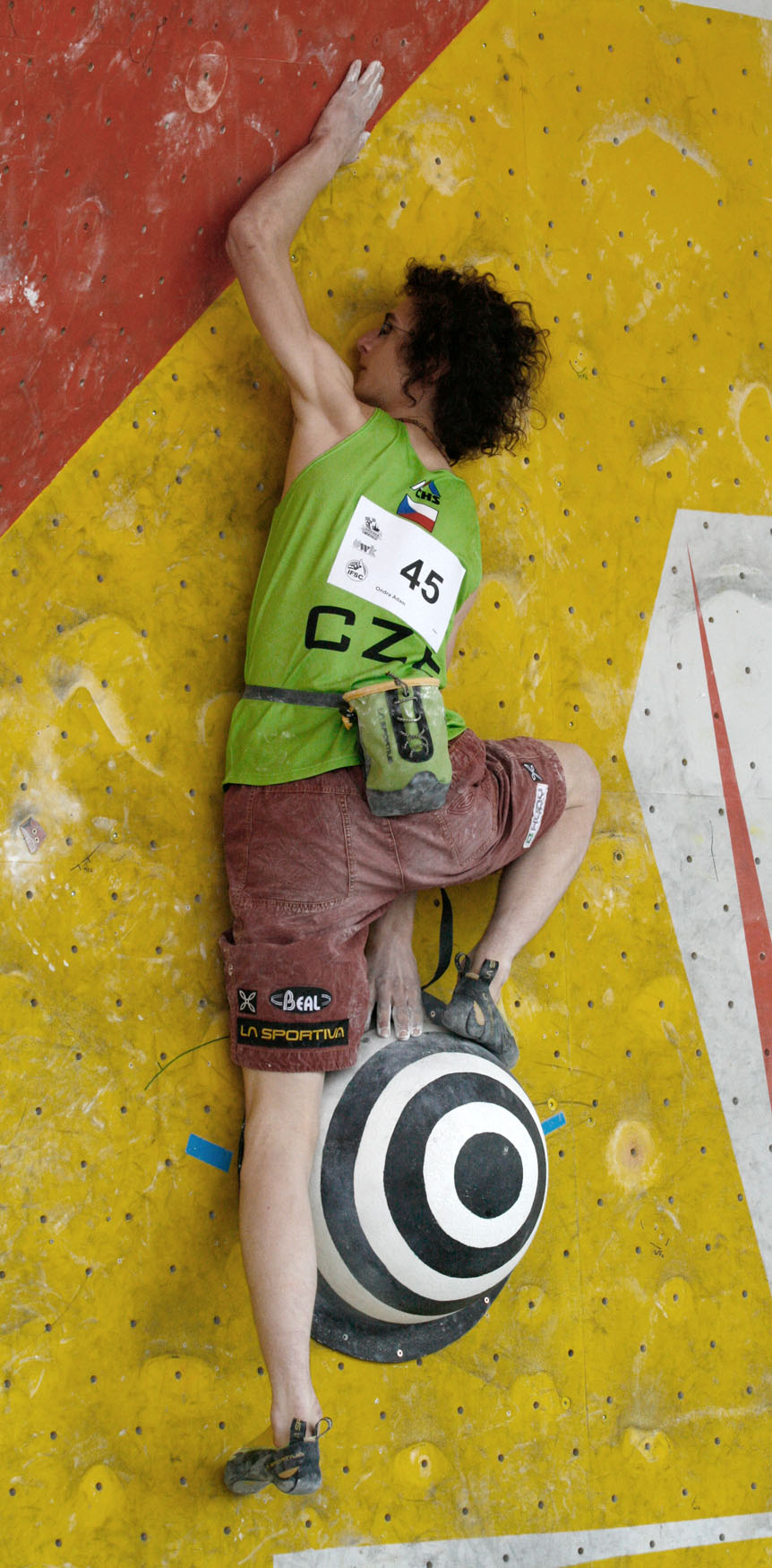
Ondra beim Boulder Worldcup in Wien, 2010

#### 9A (V17)
- Soudain Seul – bei Fontainebleau, Frankreich – Februar 2025[53]

#### 8C+ (V16)
- Gioia – bei Varazze, Italien – Dezember 2011[54]
- Terranova – Moravský kras, Tschechische Republik – November 2011[55]

#### 8C/+ (V15/V16)
- Pohár Nesmrtelnosti (prodloužení) (Cup of Immortality (extension)) – Moravský kras, Tschechische Republik – 23. November 2022 – Erstbegehung[56]

#### 8B+/8C (V14/V15)
- Dreamtime (Fb. 8b+) – 23. März 2008 – Erneute Erstbegehung nach Griffausbruch Dezember 2009

#### 8B+ (V14)
- Jade – 7. Juni 2015 – flash
- The Dagger – 18. Dezember 2009

#### 8B (V13)
- Confessions – 20. Dezember 2009 – flash[57]
- Armed Response – 30. Juli 2009 – flash
- The Vice – 30. Juli 2009 – flash

## Erfolge im Wettkampfklettern
- Weltmeister im Lead 2014, 2016 und 2019; Vizeweltmeister 2009 und 2018
- Weltmeister im Bouldern 2014; Vizeweltmeister 2009 und 2016
- Vizeweltmeister in der Kombination 2018
- Europameister im Lead 2019 und 2022; Vizeeuropameister 2010, 2015 und 2017
- Vizeeuropameister im Bouldern 2010 und 2015
- Vizeeuropameister in der Kombination 2022
- Gesamtweltcupsieger im Lead: 2009, 2015 und 2019[58]
- Gesamtweltcupsieger im Bouldern: 2010
- Gesamtweltcupsieger in der Kombination: 2009, 2010 und 2015
- Insgesamt 22 Weltcupsiege: 16 im Lead, 6 im Bouldern (Stand: Ende 2022)
- Sechster Platz bei den Olympischen Sommerspielen 2020 und 2024
- Sieg beim Rock Master im Lead 2011, 2015,[59] 2017, 2018, 2019, 2021 und 2023
- Weltmeister 2007 Jugend B
- Sieger der European Youth Series 2007

## Filmographie
- The Fanatic Search, von Work Less Climb More (Prod.) und von Laurent Triay (Realisator), 2009, DVD, The Fanatic Search - La quête fanatique (Memento vom 21. September 2010 im Internet Archive)
- Progression, von Josh Lowell bei Big UP Productions, 2009, DVD, Big up productions
- The Wizard's Apprentice, englischer Dokumentarfilm über Adam Ondra von Petr Pavlicek, 110', produziert bei Bernartwook, Januar 2012[60]
- Reel Rock Tour 7, Big UP Productions, November 2012, DVD
- Silence—The Story of Adam Ondra and the World's First 5.15d, von Bernardo Giménez, 2018, AO Production s.r.o.